# Velika nagrada Nizozemske 1964
Velika nagrada Nizozemske 1964 je bila druga dirka Svetovnega prvenstva Formule 1 v sezoni 1964. Odvijala se je 24. maja 1964.

## Dirka
| Poz | Št | Dirkač                  | Konstruktor    | Krogi | Čas/Odstop  | Št. m. | Toč |
| --- | -- | ----------------------- | -------------- | ----- | ----------- | ------ | --- |
| 1   | 18 | Jim Clark               | Lotus-Climax   | 80    | 2:07:35,4   | 2      | 9   |
| 2   | 2  | John Surtees            | Ferrari        | 80    | + 53,6 s    | 4      | 6   |
| 3   | 20 | Peter Arundell          | Lotus-Climax   | 79    | +1 krog     | 6      | 4   |
| 4   | 6  | Graham Hill             | BRM            | 79    | +1 krog     | 3      | 3   |
| 5   | 10 | Chris Amon              | Lotus-BRM      | 79    | +1 krog     | 13     | 2   |
| 6   | 34 | Bob Anderson            | Brabham-Climax | 78    | +2 kroga    | 11     | 1   |
| 7   | 24 | Bruce McLaren           | Cooper-Climax  | 78    | +2 kroga    | 5      |     |
| 8   | 22 | Phil Hill               | Cooper-Climax  | 76    | +4 krogi    | 9      |     |
| 9   | 26 | Jo Bonnier              | Brabham-BRM    | 76    | +4 krogi    | 12     |     |
| 10  | 32 | Giancarlo Baghetti      | BRM            | 74    | +6 krogov   | 16     |     |
| 11  | 8  | Richie Ginther          | BRM            | 64    | +16 krogov  | 8      |     |
| 12  | 12 | Mike Hailwood           | Lotus-BRM      | 57    | Diferencial | 14     |     |
| 13  | 36 | Jo Siffert              | Brabham-BRM    | 55    | +25 krogov  | 18     |     |
| Ods | 14 | Jack Brabham            | Brabham-Climax | 44    | Vžig        | 7      |     |
| Ods | 16 | Dan Gurney              | Brabham-Climax | 23    | Odstop      | 1      |     |
| Ods | 4  | Lorenzo Bandini         | Ferrari        | 20    | Vžig        | 10     |     |
| Ods | 28 | Carel Godin de Beaufort | Porsche        | 8     | Motor       | 17     |     |
| DNS | 30 | Tony Maggs              | BRM            | 0     | Trčenje     | (15)   |     |